# Desert Law
Desert Law is een Amerikaanse western uit 1918 onder regie van Jack Conway.

## Verhaal
Rufe Dorsey heeft zijn oog laten vallen op de olierijke landerijen van Donald McLane. Hij is bovendien ook geïnteresseerd in zijn vriendin Julia Wharton. Hij en zijn bende bedenken een plan om Donald uit te schakelen. Ze laten het lijken alsof hij een moord heeft gepleegd en hij komt in de gevangenis terecht. Er is echter hulp onderweg.

## Rolverdeling
| Acteur           | Personage     |
| ---------------- | ------------- |
| Gayne Whitman    | Donald McLane |
| Jack Richardson  | Rufe Dorsey   |
| George C. Pearce | Vreemdeling   |
| Leota Lorraine   | Julia Wharton |
| Ray Hanford      | Sheriff       |
| Bert Appling     | Hulpsheriff   |
| Jim Farley       | Hulpsheriff   |
| Phil Gastrock    | Logan         |
| Joseph Singleton | Jim           |
| Leo Pierson      | Dick          |
| Curley Baldwin   | Buck          |
| Walt Whitman     |               |